# Експрес лонац
Експрес лонац или парни лонац је кухињска посуда у којој се храна кува под притиском. Главне предности екпрес лонца су брже припремање хране, уштеда енергије као и очување храњивих састојака, укуса и ароме намирница.

## Историја
Принцип рада екпрес лонца је пронашао француски научник Дени Папен 1679. године па се ова посуда назива и Папенов лонац. Први који је производио експрес лонце је био Георг Гутброд из Штутгарта који је правио експрес лонце од ливеног жељеза од 1864. године. Један од облика експрес лонца је патентирао Шпанац Хосе Мартинес 1919. године.
Први експрес лонац који се могао користити за кућне потребе направио је Њемац Алфред Висхлер 1938. године, након чега је почела масовна производња у Америци и Европи.
У широку употребу у домаћинствима експрес лонац улази тек током Другог свјетског рата када су коначно препознате његове предности.

## Дијелови експрес лонца
Састоји се из три главна дијела: тијела лонца на коме се налазе двије ручке са различитих страна, поклопца и сигурносног вентила на врху. Тијело и поклопац, који заједно чине херметичку комору, се најчешће праве од алуминијума или нерђајућег челика. Алуминијум је јефтинији, али брже оксидује и губи боју па су такви лонци краћег вијека трајања. Лонци од нерђајућег челика имају три слоја при чему је дно прекривено бакром јер нерђајући челик слабије проводи топлоту.
Вентил је најчешће направљен од гуме или силикона и не дозвољава пролазак паре. Уколико се вентил поквари већина лонаца има резервни систем за излазак паре.

## Систем функционисања
Када вода закипи ствара се пара која не може да изађе из лонца па се повећава притисак. То повећава температуру па се храна брже кува. Када се достигне одређени максимум притиска и температуре вишак паре се испушта кроз сигурносни вентил. Ти максимуми су обично за притисак 70-80 kPa и температуру 121°C. То је и температура на којој кључа вода у експрес лонцу па долази до појава суперпрегријане паре која чува арому и корисне састојке намирница. Након што се достигне максимални притисак треба искључити довод енергије који повећава температуру јер ће та енергија бити неискоришћена. Након што се заврши кување потребно је полако смањивати притисак како не би дошло до експлозије.

## Занимљивости
На просторима бивше Југославије експрес лонац је био познат као претис лонац по произвођачу компанији Претис из Вогошће.
Бомбе направљене од експрес лонца су кориштене у неким бомбашким нападима од који је најпознатији напад током маратона у Бостону.